# US PGA Championship 2014
Het Amerikaanse PGA Championship van 2014 wordt gespeeld op de Valhalla Golf Club in Louisville, Kentucky.

## Baan
Het toernooi werd in 1996 en 2000 ook op Valhalla gespeeld, Tiger Woods en Mark Brooks wonnen toen allebei na een play-off. De baan had in 1996 en 2000 een par van 72, maar hole 2 is voor dit toernooi een par 4 en de par is nu 71. Er is nu slechts één par 5 in de eerste negen holes.
| Hole   | 1   | 2   | 3   | 4   | 5   | 6   | 7   | 8   | 9   | Out   | 10  | 11  | 12  | 13  | 14  | 15  | 16  | 17  | 18  | In    | Total |
| ------ | --- | --- | --- | --- | --- | --- | --- | --- | --- | ----- | --- | --- | --- | --- | --- | --- | --- | --- | --- | ----- | ----- |
| Yards  | 446 | 500 | 205 | 372 | 463 | 495 | 597 | 174 | 415 | 3,667 | 590 | 210 | 467 | 350 | 217 | 435 | 508 | 472 | 542 | 3,791 | 7,458 |
| Meters | 408 | 457 | 188 | 340 | 428 | 452 | 546 | 159 | 379 | 3.353 | 540 | 192 | 427 | 320 | 198 | 398 | 464 | 432 | 495 | 3.466 | 6.819 |
| Par    | 4   | 4   | 3   | 4   | 4   | 4   | 5   | 3   | 4   | 35    | 5   | 3   | 4   | 4   | 3   | 4   | 4   | 4   | 5   | 36    | 71    |

## Verslag
Voordat het toernooi begon was er op dinsdag een wedstrijd wie het verste kon slaan. Dit is een oude traditie, die in 1952 startte, 30 jaar geleden stopte en nu weer tot leven gebracht werd. Spelers mogen 1 bal slaan vanaf de 10de tee en het resultaat geldt alleen als de bal op de fairway ligt. De beste drie spelers krijgen prijzengeld en een aandenken in de vorm van een 'money clip', zoals Jack Nicklaus won in 1963, toen hij 353 meter sloeg. Winnaar was Louis Oosthuizen, zijn afslag was 311 meter.

### Ronde 1
De eerste ronde leverde drie leiders op met een score van 65: Lee Westwood, Ryan Palmer en Kevin Chappell. De vierde plaats werd gedeeld door Jim Furyk, Edoardo Molinari, Rory McIlroy, Henrik Stenson en Chris Wood, die allen 66 scoorden. Joost Luiten stond met 68 op een gedeeld 11de plaats.

### Ronde 2
Rory McIlroy eindigde met een eagle en kwam aan de leiding. Jason Day was de enige speler die een ronde van 65 maakte hetgeen hem op de tweede plaats bracht. Luiten speelde weer onder par en kwam in de top-10.
De beste 70 spelers en ties gingen door naar het weekend en de cut was +1.

### Ronde 3
Bernd Wiesberger speelde met Phil Mickelson en was de vierde speler die in dit toernooi een ronde van 65 maakte wat hem naar de tweede plaats bracht, slechts 1 slag achter McIlroy.

### Ronde 4
Henrik Stenson maakte vijf birdies op de eerste negen holes en kwam aan de leiding met -14. Drie holes achter hem speelden McIlroy en Wiesberger in de laatste partij. Na zes holes stond Wiesberger +1 en McIlroy +2, op een totaal van -11, net als Rickie Fowler. Daarna werd het gat tussen Stenson en McIlroy kleiner. McIlroy maakte een birdie op hole 7 en een eagle op hole 10 zodat ze gelijk stonden op -14. Beiden maakten een birdie op hole 13, maar daarna maakte Stenson een bogey voor -14 en McIlroy nog een birdie voor -16 en een par voor de overwinning. Hij won zijn vierde Major en werd nummer 1 op de ranking van de FedEx Cup, Jimmy Walker zakte naar de tweede plaats.
- Scores

| Naam             | OWGR | Score R1 | Score R1 | Nr  | Score R2 | Score R2 | Totaal | Nr  | Score R3 | Score R3 | Totaal | Nr  | Score R4 | Score R4 | Totaal | Nr  |
| ---------------- | ---- | -------- | -------- | --- | -------- | -------- | ------ | --- | -------- | -------- | ------ | --- | -------- | -------- | ------ | --- |
| Rory McIlroy     | 1    | 66       | -5       | T4  | 67       | -4       | -9     | 1   | 67       | -4       | -13    | 1   | 68       | -3       | -16    | 1   |
| Phil Mickelson   | 13   | 69       | -2       | T20 | 67       | -4       | -6     | T7  | 67       | -4       | -10    | T4  | 66       | -5       | -15    | 2   |
| Rickie Fowler    | 18   | 69       | -2       | T20 | 66       | -5       | -7     | T4  | 67       | -4       | -11    | 3   | 68       | -3       | -14    | T3  |
| Henrik Stenson   | 4    | 66       | -5       | T4  | 71       | par      | -5     | T9  | 67       | -4       | -9     | T6  | 66       | -5       | -14    | T3  |
| Ryan Palmer      | 63   | 65       | -6       | T1  | 70       | -1       | -7     | T4  | 69       | -2       | -9     | T6  | 68       | -3       | -12    | T5  |
| Jim Furyk        | 8    | 66       | -5       | T4  | 68       | -3       | -8     | T2  | 72       | +1       | -7     | T13 | 66       | -5       | -12    | T5  |
| Mikko Ilonen     | 54   | 67       | -4       | T7  | 68       | -3       | -7     | T4  | 69       | -2       | -9     | T6  | 69       | -2       | -11    | T7  |
| Kevin Chappell   | 107  | 65       | -6       | T1  | 74       | +3       | -3     | T17 | 67       | -4       | -7     | T13 | 68       | -3       | -10    | T13 |
| Lee Westwood     | 34   | 65       | -6       | T1  | 72       | +1       | -5     | T9  | 69       | -2       | -7     | T13 | 69       | -2       | -9     | T15 |
| Bernd Wiesberger | 70   | 68       | -3       | T11 | 68       | -3       | -6     | T7  | 65       | -6       | -12    | 2   | 74       | +3       | -9     | T15 |
| Jason Day        | 9    | 69       | -2       | T20 | 65       | -6       | -8     | T2  | 69       | -2       | -10    | T4  | 72       | +1       | -9     | T15 |
| Joost Luiten     | 47   | 68       | -3       | T11 | 69       | -2       | -5     | T9  | 69       | -2       | -7     | T13 | 71       | par      | -7     | 26  |

| Leider |  | Toernooirecord |  | OWGR |  | MC = missed cut = cut gemist |

## Spelers
| Vat.1 - Voormalige winnaars - Rich Beem (2002) - Keegan Bradley (2011) - Mark Brooks (1996) - John Daly (1991) - Jason Dufner (2013) - Pádraig Harrington (2008) - Martin Kaymer (2010) - Davis Love III (1997) - Rory McIlroy (2012) - Shaun Micheel (2003) - Phil Mickelson (2005) - Vijay Singh (1998, 2004) - David Toms (2001) - Tiger Woods (1999, 2000, '06, '07) - Yang Yong-eun Cat.2,3,4 - Winnaars laatste Majors - Darren Clarke (Brits Open 2011) - Ernie Els (Brits Open 2012) - Graeme McDowell (US Open 2010) - Louis Oosthuizen (Brits Open 2010) - Justin Rose (US Open 2013) - Webb Simpson (US Open 2012) - Charl Schwartzel (Masters 2011) - Adam Scott (Masters 2013) - Bubba Watson (Masters 2014) Cat.5 - Winnaar Senior PGA - Colin Montgomerie (2014) Cat.6 - Top-15 USPGA 2013 - Jonas Blixt - Steven Bowditch - Ángel Cabrera - Roberto Castro - Ben Crane - Jason Day - Harris English | - Matt Every - Jim Furyk - Chesson Hadley - Brian Harman - Russell Henley - J.B. Holmes - Matt Jones - Dustin Johnson - Zach Johnson - Chris Kirk - Marc Leishman - Hideki Matsuyama - Ryan Moore - Noh Seung-yul - Scott Piercy - Patrick Reed - John Senden - Kevin Stadler - Scott Stallings - Henrik Stenson - Kevin Streelman - Steve Stricker - Brendon Todd - Jimmy Walker - Marc Warren - Boo Weekley Cat.7 - Top-20 Nationaal PGA kampioenschap - Michael Block - Jamie Broce - Rob Corcoran - Stuart Deane - Frank Esposito Jr - Ryan Helminen - David Hronek - Johan Kok - Aaron Krueger | - Jim McGovern - David McNabb - Brian Norman - Rod Perry - Matt Pesta - Steve Schneiter - Jerry Smith - Bob Sowards - David Tentis - Dustin Volk - Eric Williamson Cat.8 - Top-70 FedEx Cup - Jason Bohn - Steven Bowditch (10) - Ángel Cabrera (10) - K.J. Choi - Tim Clark (10) - Erik Comptom - Ben Crane - Brendon de Jonge - Graham DeLaet - Luke Donald - Harris English - Matt Every - Rickie Fowler - Sergio García - Bill Haas - Brian Harman - Russell Henley - Charley Hoffman - J.B. Holmes - Billy Horschel - Charles Howell III - Fredrik Jacobson - Matt Jones - Chris Kirk - Matt Kuchar | - Will MacKenzie - Hunter Mahan - Ben Martin - Hideki Matsuyama - George McNeill - Ryan Moore - Kevin Na - Noh Seung-yul - Ryan Palmer - Ian Poulter - Patrick Reed - Rory Sabbatini - John Senden - Brandt Snedeker - Jordan Spieth - Kevin Stadler - Brendan Steele - Chris Stroud - Brian Stuard - Daniel Summerhays - Brendon Todd (10) - Jimmy Walker (10) - Nick Watney - Gary Woodland Cat.9 - Spelers Ryder Cup 2012 mits in de top-100 van de OWGR - Luke Donald - Sergio García - Matt Kuchar - Francesco Molinari - Ian Poulter - Brandt Snedeker - Lee Westwood Cat.10 Winnaars PGA Tour '13-'14 - Chesson Hadley - Scott Stallings |

Hoewel Nicolas Colsaerts in de laatste Ryder Cup speelde, mag hij niet meedoen omdat hij niet meer in de top-100 van de wereldranglijst staat.
1916 ·
1917 · 
1918 · 
1919 ·
1920 ·
1921 ·
1922 ·
1923 ·
1924 ·
1925 ·
1926 ·
1927 ·
1928 ·
1929 ·
1930 ·
1931 ·
1932 ·
1933 ·
1934 ·
1935 ·
1936 ·
1937 ·
1938 ·
1939 ·
1940 ·
1941 ·
1942 ·
1943 ·
1944 ·
1945 ·
1946 ·
1947 ·
1948 ·
1949 ·
1950 ·
1951 ·
1952 ·
1953 ·
1954 ·
1955 ·
1956 ·
1957 ·
1958 ·
1959 ·
1960 ·
1961 ·
1962 ·
1963 ·
1964 ·
1965 ·
1966 ·
1967 ·
1968 ·
1969 ·
1970 ·
1971 ·
1972 ·
1973 ·
1974 ·
1975 ·
1976 ·
1977 ·
1978 ·
1979 ·
1980 ·
1981 ·
1982 ·
1983 ·
1984 ·
1985 ·
1986 ·
1987 ·
1988 ·
1989 ·
1990 ·
1991 ·
1992 ·
1993 ·
1994 ·
1995 ·
1996 ·
1997 ·
1998 ·
1999 ·
2000 ·
2001 ·
2002 ·
2003 ·
2004 ·
2005 ·
2006 ·
2007 ·
2008 ·
2009 ·
2010 ·
2011 ·
2012 ·
2013 ·
2014 ·
2015 ·
2016 ·
2017 ·
2018 ·
2019 ·
2020
 South African Open Championship ·
 Alfred Dunhill Championship ·
 Nedbank Golf Challenge ·
 Hong Kong Open ·
 Nelson Mandela Championship ·
 Volvo Golf Champions ·
 Abu Dhabi Golf Championship ·
 Commercialbank Qatar Masters ·
 Dubai Desert Classic ·
 Joburg Open ·
 Africa Open ·
 WGC-Accenture Match Play Championship ·
 Tshwane Open ·
 WGC-Cadillac Championship ·
 Trophée Hassan II ·
 EurAsia Cup ·
 NH Collection Open ·
 The Masters ·
 Maybank Malaysian Open ·
 Volvo China Open ·
 The Championship at Laguna National ·
 Madeira Islands Open ·
 Open de España ·
 BMW PGA Championship ·
 Nordea Masters ·
 Lyoness Open ·
 US Open ·
 Iers Open ·
 BMW International Open ·
 Open de France ·
 Scottish Open ·
 The Open Championship ·
 M2M Russian Open ·
 WGC-Bridgestone Invitational ·
 US PGA Championship ·
 Made in Denmark ·
 D+D Real Czech Masters ·
 Italiaans Open ·
 European Masters ·
 KLM Open ·
 Wales Open ·
 Ryder Cup ·
 Alfred Dunhill Links Championship ·
 Portugal Masters ·
 Volvo World Match Play Championship ·
 Perth International ·
 BMW Masters ·
 WGC-HSBC Champions ·
 Turks Open ·
 Dubai World Championship
 Frys.com Open ·
 Shriners Hospitals for Children Open ·
 McGladrey Classic ·
 CIMB Classic ·
 WGC - HSBC Champions ·
 Sanderson Farms Championship ·
 Mayakoba Golf Classic ·
 Tournament of Champions ·
 Sony Open in Hawaii ·
 Humana Challenge ·
 Phoenix Open ·
 Farmers Insurance Open ·
 AT&T Pebble Beach National Pro-Am ·
 Northern Trust Open ·
 Honda Classic ·
 WGC-CA Championship ·
 Puerto Rico Open ·
 Valspar Championship ·
 Arnold Palmer Invitational ·
 Texas Open ·
 Houston Open ·
 Masters Tournament ·
 The Heritage ·
 Zurich Classic of New Orleans ·
 WGC-Matchplay ·
 The Players Championship ·
 Wells Fargo Championship ·
 Crowne Plaza Invitational at Colonial ·
 Byron Nelson Championship ·
 Memorial Tournament ·
 FedEx St. Jude Classic ·
 US Open ·
 Travelers Championship ·
 Greenbrier Classic ·
 John Deere Classic ·
 The Open Championship ·
 Barbasol Championship ·
 Canadian Open ·
 Quicken Loans National ·
 WGC-Invitational ·
 Barracuda Championship ·
 PGA Championship
 Wyndham Championship ·
 The Barclays ·
 Deutsche Bank Championship ·
 BMW Championship ·
 Tour Championship
Father/Son Challenge · Hero World Challenge · Ryder Cup · Presidents Cup · Wendy's 3-Tour Challenge · World Cup of Golf